# Fahrzeuginnenausstatter
Der Fahrzeuginnenausstatter ist in Deutschland ein staatlich anerkannter Ausbildungsberuf nach Berufsbildungsgesetz.

## Ausbildungsdauer und Struktur
Die Ausbildungsdauer zum Fahrzeuginnenausstatter beträgt in der Regel drei Jahre. Die Ausbildung erfolgt an den Lernorten Betrieb und Berufsschule.

## Arbeitsgebiete
Fahrzeuginnenausstatter arbeiten bei Herstellern von Fahrzeugsitzen und in Polsterabteilungen von Flugzeug- und Schiffbauern. Sie montieren Sitze, konfektionieren Polsterstoffe, fertigen Verkleidungen an und beziehen Teile der Fahrzeuginnenausstattung wie z. B. das Armaturenbrett oder den Fahrzeughimmel. Die Arbeit kann Einzel- und Serienfertigung umfassen. Fahrzeuginnenausstatter können auch bei der Instandsetzung von Fahrzeuginnenausstattungen eingesetzt werden. Oft kommen hier jedoch Sattler in der Fachrichtung Fahrzeugsattlerei zum Einsatz.

## Verwandte Berufe
- Autosattler